# Тапу
Тапу, Ко-Тапу (тайск. เกาะตะปู, букв. гвоздь) — принадлежащий Таиланду маленький известняковый островок в заливе Пхангнга северо-восточнее Пхукета. Административно относится к провинции Пхангнга.
Ко-Тапу представляет собой покрытое редким кустарником образование высотой около 20 м, причем его диаметр в нижней части (непосредственно над водой) заметно меньше, чем в верхней, — по некоторым данным, всего 4 м.
После выхода на экраны в 1974 году британского шпионского боевика «Человек с золотым пистолетом» о суперагенте 007 Ко-Тапу обрел широкую известность и получил неофициальное название остров Джеймса Бонда, став популярной туристической достопримечательностью.
В 1981 году остров Тапу стал частью морского национального парка Ao Phang Nga.